# Flight of Fury
Flight of Fury este un film american din 2007, regizat de Michael Keusch. Rolurile au fost interpretate de actorii Steven Seagal, Steve Toussaint, Angus MacInnes, Mark Bazeley, Ciera Payton, Alki David, Tim Woodward, Vincenzo Nicoli, Katie Jones, Gary Cooper, Barton Sidles, Cristina Teodorescu, Rares George Panfil, Noah Lee Margetts și Karen David.